# Masaki Yamamoto
Masaki Yamamoto (山本 真希 Yamamoto Masaki?, Shimada, Shizuoka, 24 de agosto de 1987) es un exfutbolista japonés que jugaba como centrocampista.

## Trayectoria

### Clubes
| Club                            | País  | Año       |
| ------------------------------- | ----- | --------- |
| Shimizu S-Pulse                 | Japón | 2006-2011 |
| Consadole Sapporo               | Japón | 2012      |
| Kawasaki Frontale               | Japón | 2013-2015 |
| JEF United Chiba                | Japón | 2016-2019 |
| Matsumoto Yamaga F. C. (cedido) | Japón | 2019      |
| Matsumoto Yamaga F. C.          | Japón | 2020      |